# Майами Оранж Боул

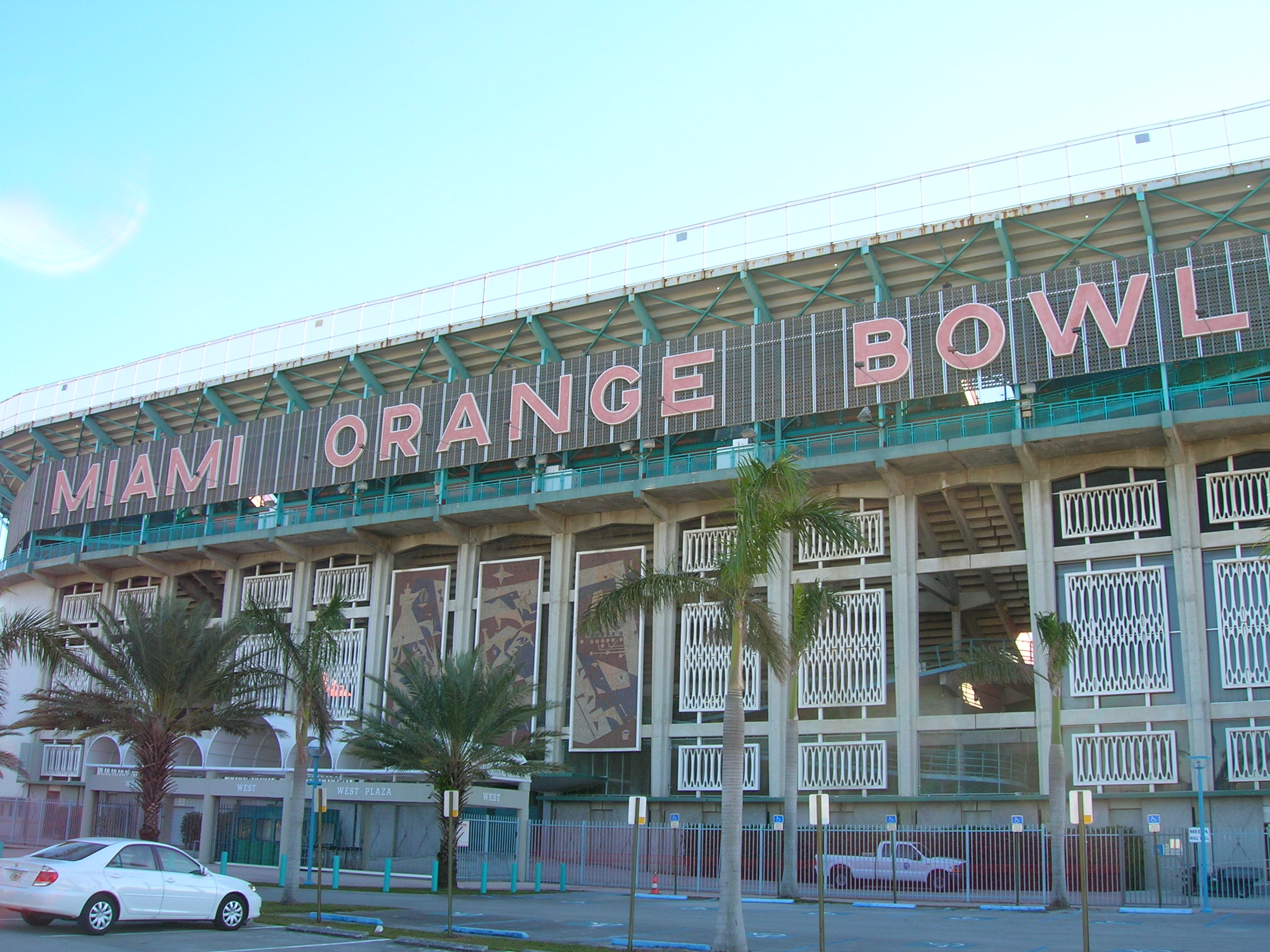

«Майами Оранж Боул» (англ. Miami Orange Bowl) — бывший стадион в городе Майами (штат Флорида) вместимостью 74476 зрителей, место проведения матчей по футболу и американскому футболу.
До 1987 года был домашней ареной клуба Национальной футбольной лиги «Майами Долфинс». Стадион был открыт 10 декабря 1937 года, а затраты на строительство обошлись в 340 тысяч долларов США. До 1959 года стадион назывался «Бердайн Стэдиум». В 2005 году стадион был сильно повреждён ураганом «Вильма». Снесён 14 мая 2008 года.
1 июля 2009 года на месте снесённого началась постройка нового бейсбольного стадиона со складной крышей. «Марлинс Парк», новый боллпарк «Майами Марлинс», был открыт в марте 2012 года.
Стадион принимал у себя несколько футбольных матчей в таких турнирах как Золотой кубок КОНКАКАФ, Летние Олимпийские игры 1996. «Оранж Боул» — из двух стадионов, принимавших у себя пять Супербоулов (II, III, V, X и XIII)